# David Kramer
David Kramer (Halle, 15 luglio 1978) è un attore, regista e sceneggiatore tedesco.

## Biografia
Dopo il diploma di scuola superiore a Bielefeld, decide di intraprendere la carriera di sassofonista, ma l'amore per la recitazione lo mette in difficoltà: dal 2001 al 2005, infatti, si forma presso l'Accademia Teatrale Felix Mendelssohn Bartholdy di Lipsia. Durante la permanenza all'Università di Weimar, si esibisce al Teatro Nazionale Tedesco; in seguito, calca le scene del prestigioso Mecklenburgisches Staatstheater di Schwerin. È noto al pubblico televisivo per l'interpretazione di Simon Becker nella soap opera di ZDF La strada per la felicità, tra il 2007 e il 2009. Nel 2010 è protagonista, regista, produttore e sceneggiatore della serie web KreuzKöllnKops, divisa in undici episodi.

## Filmografia

### Cinema
- Fleiß ist (k)eine deutsche Tugend, regia di Robert Kleinert (2009)

### Televisione
- Hinter Gittern - Der Frauenknast – serie TV, episodio 14x19 (2005)
- La strada per la felicità (Wege zum Glück) – serial TV, 230 puntate (2007-2008, 2009)

## Programmi televisivi
- ZDF-Fernsehgarten, regia di Thomas Raab (2008)
- Volle Kanne (2008)